# Южнонемецкая органная школа
Южнонемецкая органная школа (нем. Süddeutsche Orgelschule) — общее обозначение южнонемецких сочинителей органной музыки эпохи барокко. Крупнейший представитель Южнонемецкой органной школы — Иоганн Пахельбель.
Среди композиторов, представляющих Южнонемецкую органную школу (в хронологическом порядке): 
- Иоганн Якоб Фробергер (1616 – 1667)
- Иоганн Каспар Керль (1627 – 1693)
- Иоганн Филипп Кригер (1649 – 1725)
- Иоганн Кригер (1651 – 1735)
- Георг Муффат (1653 – 1704)
- Иоганн Пахельбель (1653 – 1706)
- Иоганн Каспар Фердинанд Фишер (ок. 1656 –  1746)